# Villa

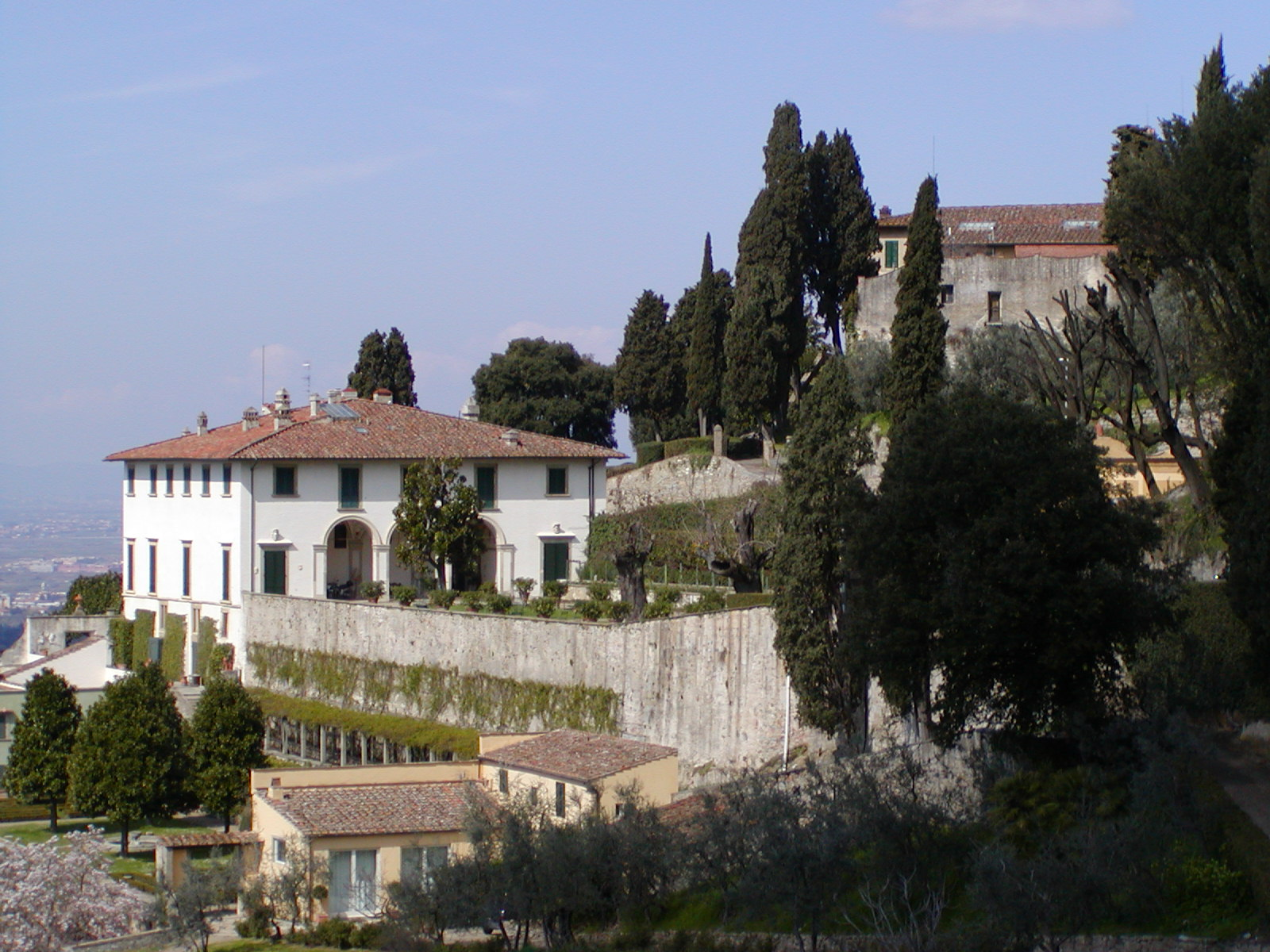
Villa Medici din Fiesole, arhitect Leon Battista Alberti

În Roma antică, villa era inițial o casă la țară de clasă superioară. Întrucât originile sale sunt villa romană, ideea și funcția unei vile au evoluat considerabil. 
După căderea Republicii romane, Villa rustica au devenit mici complexe agricole, care au fost din ce în ce mai fortificate în Antichitatea târzie, uneori fiind transferate către Biserică pentru a fi refolosite ca mănăstiri. Apoi au evoluat treptat în Evul Mediu în case elegante și superioare de la țară. În limbajul modern „villa” se poate referi la diferite tipuri și dimensiuni de locuințe. Acestea erau împărțite în urbana și rustica.

## Vezi și
- Vilă